# Vinex

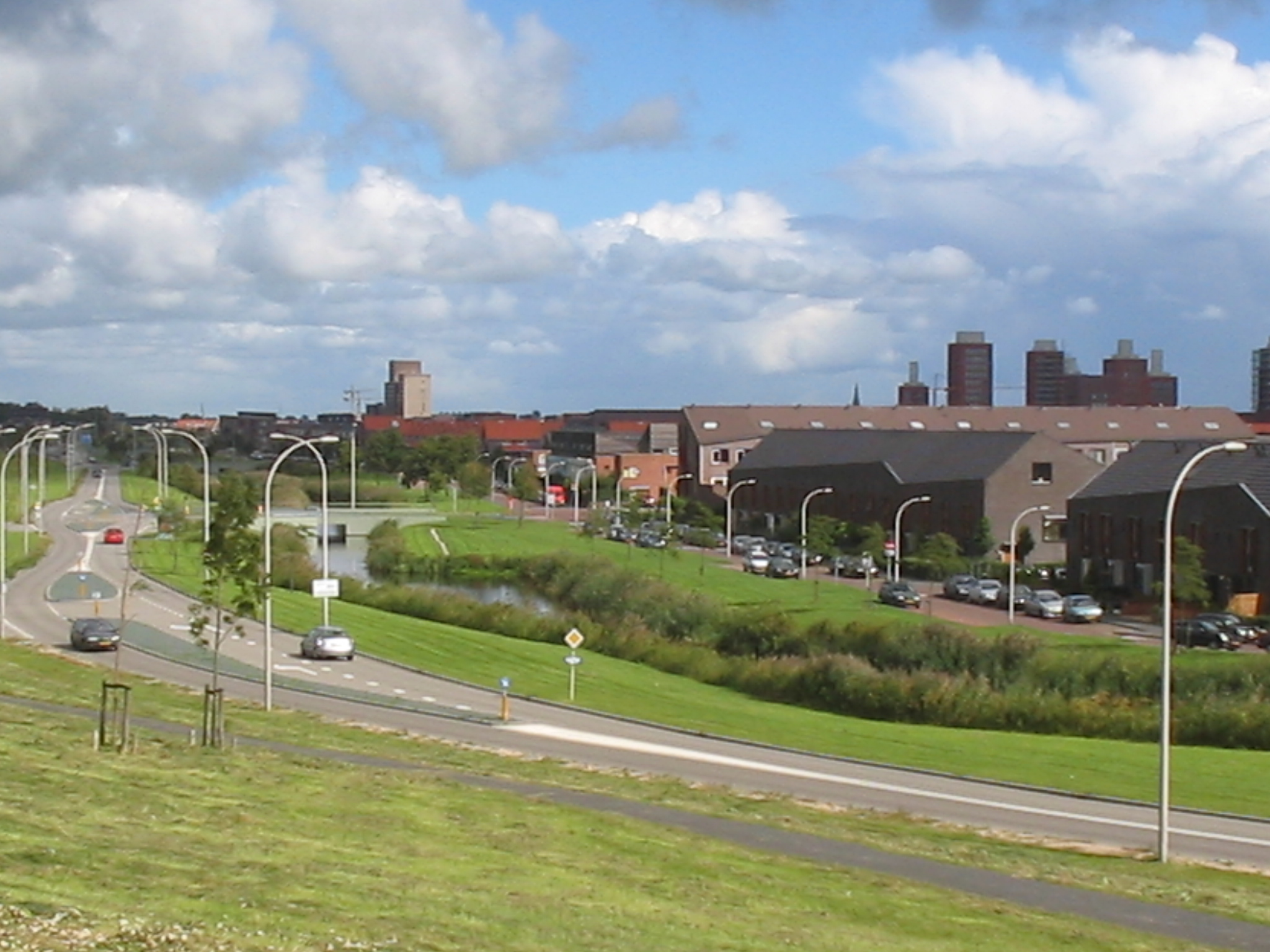
A hágai Ypenburg Vinex-terület

A Vinex egy hollandiai területfejlesztési dokumentum, amelyet a holland lakásügyi, területfejlesztési és környezetvédelmi minisztérium (VROM) adott ki 1991-ben. A szó maga rövidítés, a dokumentum teljes nevéből – Vierde Nota Ruimtelijke Ordening Extra, azaz Negyedik területfejlesztés-politikai dokumentum – származik. Az 1988-as Negyedik területfejlesztési jelentésen alapuló dokumentum meghatározza az 1995. január 1. után kijelölt új lakóterületek kijelölésére vonatkozó szabályokat. Ezek alapján jelölik ki a megyék és a községek együttműködésében az új beépítésre szánt területeket (Vinex-területek) a nagyvárosok szélén.

## Alapelvek
Az ország növekvő népességének elhelyezésére kijelölt új területekre vonatkozóan a Vinex több alapelvet fogalmaz meg, melyek közül a legfontosabb, hogy a meglévő városi központokhoz közel eső területeket kell kijelölni a beépítésre. Ez a következő célokat szolgálja:
- erősíti a meglévő bevásárlóközpontok és szolgáltatások kihasználtságát, mivel az új lakóterületek új fogyasztókat jelentenek;
- csökkenti a közepes és nagy népességű városokból való kiköltözés veszélyét;
- védi a beépítetlen területeket azáltal, hogy az új lakóterületeket a meglevő közepes és nagy népességű városok közelébe koncentrálja;
- csökkenti a lakóhely, munkahely és szolgáltatások közötti autóhasználatot azáltal, hogy a kisebb távolságok nagyobb teret engednek a közösségi közlekedés, a kerékpározás és a gyaloglás számára.

A Vinex másik célja az volt, hogy kiegyensúlyozza a lakáspiacot. Sokan laktak olyan lakásokban, amelyek „túl olcsónak” számítottak a jövedelmükhöz képest, és így elvették a lehetőséget a szegényebbektől az olcsó lakások megszerzésére. Az új fejlesztések célja ezért az is volt, hogy a magasabb jövedelműeket kivonzzák az olcsóbb otthonokból. Bár a kormány a regionális szervekkel kötött megállapodásokban azt kötötte ki, hogy a szociális lakások legfeljebb 30%-a épülhet a Vinex-területeken, ezt sokszor úgy értelmezték, hogy ennek az aránynak pontosan 30%-nak kell lennie.

## Vinex-területek
A Vinex-területeket nem az állam jelöli ki, hanem a községek és a megyék együtt. Ezek nem feltétlenül új, külvárosi zöldmezős beruházást jelentenek, hanem gyakran városrehabilitációt: az építkezések 39%-a belsőbb városi területeken valósul meg.

## Fordítás
- Ez a szócikk részben vagy egészben a Vinex című holland Wikipédia-szócikk ezen változatának fordításán alapul.  Az eredeti cikk szerkesztőit annak laptörténete sorolja fel. Ez a jelzés csupán a megfogalmazás eredetét és a szerzői jogokat jelzi, nem szolgál a cikkben szereplő információk forrásmegjelöléseként.